# UnitedHealthcare Pro Cycling/2014
Deze pagina geeft een overzicht van de Unitedhealthcare Pro Cycling wielerploeg in 2014.

## Algemeen
Algemeen manager: Mike Tamayo
Ploegleiders: Hendrik Redant, Roberto Damiani
Fietsmerk: Wilier Triestina

## Renners
| Naam                          | Geboortedatum | Nationaliteit    | Ploeg 2013        |
| ----------------------------- | ------------- | ---------------- | ----------------- |
| Carlos Eduardo Alzate Escobar | 23-03-1983    | Colombia         |                   |
| Alessandro Bazzana            | 16-07-1984    | Italië           |                   |
| Isaac Bolivar                 | 09-05-1991    | Colombia         | Geen              |
| Hilton Clarke                 | 07-11-1979    | Australië        |                   |
| Jonathan Clarke               | 18-12-1984    | Australië        |                   |
| Ben Day                       | 11-12-1978    | Australië        |                   |
| Marc de Maar                  | 15-02-1984    | Nederland        |                   |
| Lucas Euser                   | 05-12-1983    | Verenigde Staten |                   |
| Robert Förster                | 27-01-1978    | Duitsland        |                   |
| Davide Frattini               | 06-08-1978    | Italië           |                   |
| Ken Hanson                    | 14-04-1982    | Verenigde Staten | Team Optum        |
| Adrian Hegyvary               | 05-01-1984    | Verenigde Staten |                   |
| Aldo Ino Ilešič               | 01-09-1984    | Slovenië         |                   |
| Martyn Irvine                 | 06-06-1985    | Ierland          |                   |
| Christopher Jones             | 06-08-1979    | Verenigde Staten |                   |
| Luke Keough                   | 10-08-1991    | Verenigde Staten |                   |
| Jeff Louder                   | 08-12-1977    | Verenigde Staten |                   |
| Martijn Maaskant              | 27-07-1983    | Nederland        | Team Garmin-Sharp |
| Karl Menzies                  | 17-06-1977    | Australië        |                   |
| John Murphy                   | 15-12-1984    | Verenigde Staten |                   |
| Kiel Reijnen                  | 01-06-1986    | Verenigde Staten |                   |
| Daniel Summerhill             | 28-01-1989    | Verenigde Staten |                   |
| Bradley White                 | 15-01-1982    | Verenigde Staten |                   |

## Overwinningen
Ronde van Langkawi
5e etappe: Bradley White
Ronde van Taiwan
1e etappe: Luke Keough
Ronde van Turkije
Bergklassement: Marc de Maar
Ronde van Noorwegen
2e etappe: Marc de Maar
2003 · 2004 · 2005 · 2006 · 2007 · 2008 · 2009 · 2010 · 2011 · 2012 · 2013 · 2014 · 2015 · 2016 · 2017